# 瑞安航空4978號班機事件
瑞安航空4978號班機事件發生於2021年5月23日，一架隸屬於瑞安航空的波音737-800班機從希臘雅典埃萊夫塞里奧斯·韋尼澤洛斯國際機場起飛，計劃飛往立陶宛維爾紐斯機場，在靠近立陶宛領空時傳出炸弹威胁的事件。班機在經過白俄羅斯領空時，在該國總統亞歷山大·格里戈里耶維奇·盧卡申科指示下，被一架白俄羅斯空軍米格-29戰鬥機攔截，并迫降到明斯克的明斯克國際機場。迫降後，白羅斯共和國國家安全委員會工作小組登機逮捕搭乘該班機的反對派網絡NEXTA聯合創辦人兼總編輯羅曼·普拉塔瑟維奇及其女友索菲婭·薩佩加。
雖然事件沒有造成任何傷亡，航班也順利抵達目的地，但卻引起歐盟、北約、英國、美國等西方國家及一些國際航空組織的譴責，為回應事件，歐盟宣佈禁止白俄羅斯的航空公司使用歐盟成員國的領空和機場，並且禁止歐盟成員國的航班飛經白俄羅斯上空。
該次班機事件為瑞安航空的首宗航班迫降事件，也是21世紀以來首宗非因天氣因素、技術問題、機械故障等常見原因而降落客機，而是出於政治目的的航班迫降事件。

## 事故經過

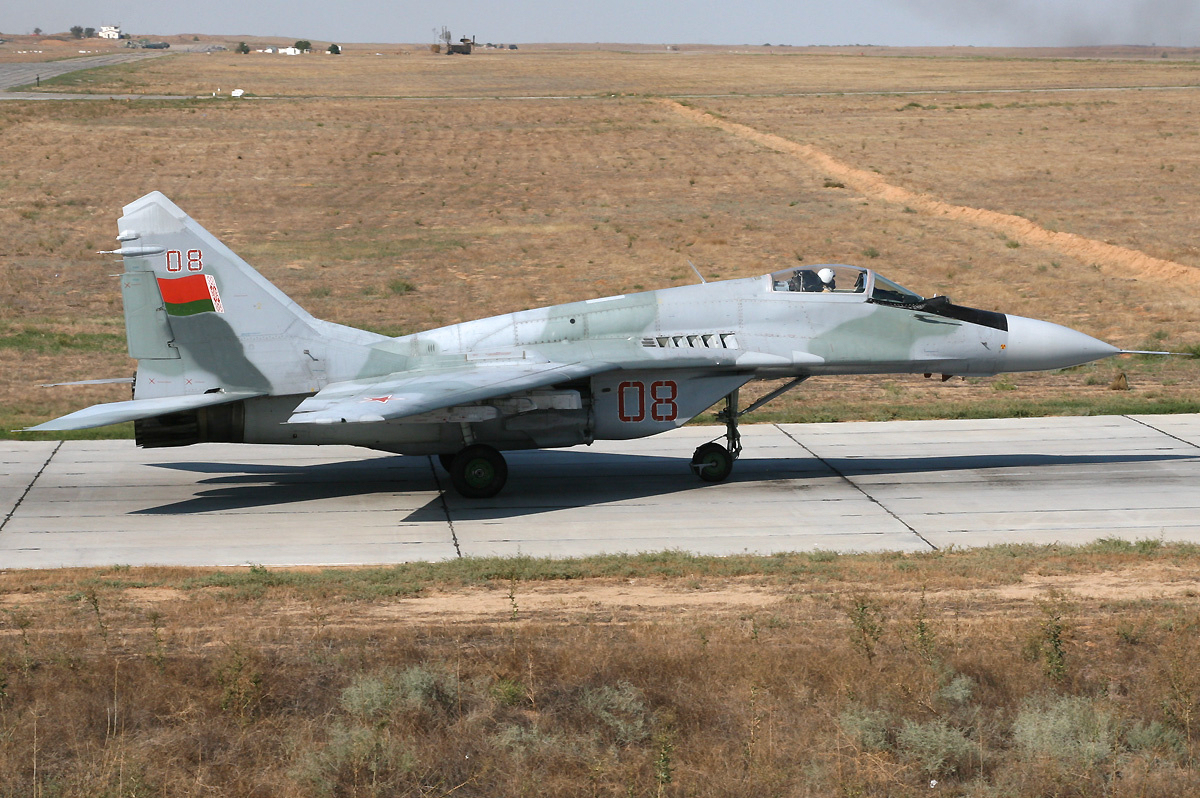
一架白俄羅斯的米格-29戰鬥機，是此次用於伴飞迫降的機型。

2021年5月23日，一架載有126名乘客的瑞安航空4978班機原訂在早上10時10分由希臘雅典起飛，並計劃於下午1時在立陶宛维尔纽斯降落。該航班在收到錯誤的炸彈威脅後，迫降至明斯克国际机场，當時飛機位處於维尔纽斯以南45海里（83）、明斯克以西90海里（170），距離白俄與立陶宛國界僅約16海里（30），但仍然是白俄羅斯領空。航空公司指出，白俄羅斯當局告知機長「機上有潛在的安全威脅」，并要求於明斯克降落。白俄罗斯总统卢卡申科後來提到此次事件時表示有關爆炸装置的消息来自瑞士。
於明斯克降落後，白俄羅斯當局向被指控多宗罪的白俄羅斯反對派運動者羅曼·普拉塔瑟維奇强制带离飛機並拘捕。而他的女朋友索非亞·薩佩加（Sofia Sapega）亦被當局强制带离飛機並拘捕。雖然當時飛機較接近維爾紐斯，但根據新聞發佈，白俄羅斯總統亚历山大·格里戈里耶维奇·卢卡申科親自下令航班轉降至明斯克，並派出白俄羅斯空軍米格-29戰鬥機護送。但白俄羅斯國營電視台BelTA指是機師要求於明斯克降落。瑞安航空和白俄羅斯執法部門都指沒有在機上發現炸彈。
除了普拉塔瑟維奇和他的朋友外，截至5月23日，另有4人沒有回到立陶宛。白俄羅斯反對派領袖斯维特兰娜·格奥尔基耶娃·季哈诺夫斯卡娅呼籲国际民用航空组织調查事件。普拉塔瑟維奇在之前一年的反政府示威時被列為「參與恐怖活動的個人」。季哈诺夫斯卡娅指普拉塔瑟維奇在白俄羅斯「面臨死刑」。亦有來源指他面臨15年監禁。
根據接近季哈诺夫斯卡娅人士的消息來源，普拉塔瑟維奇在雅典機場時已發覺他被監視，指他旁邊的一位男人在排隊時和關口試圖為其旅行證件拍照。此外，普拉塔瑟維奇曾經編輯過的Nexta Telegram頻道的成員之一塔德烏斯·吉贊（Tadeusz Giczan）指白俄羅斯共和國國家安全委員會委員曾經登上飛機，並與瑞安航空的職員展開對抗，堅持指機上有簡易爆炸裝置。立陶宛機場國營企業的發言人麗娜·貝辛（Lina Beisine）向法新社指，明斯克國際機場指航班「因為乘務員和乘客的爭執」而轉移目的地。
俄羅斯飛行專家瓦迪姆·盧卡什維奇（Вадим Лукашевич）指航班在5月23日越過白俄羅斯上空時，即使未掉頭前，已顯得不尋常。根據Flightradar24的原始數據，飛機在越過白俄羅斯上空時沒有減速，相對於平常會減速以準備在維爾紐斯降落。他猜測不尋常的路徑可能是由於機師嘗試保持原本的方向並盡快進入立陶宛領空，但最終在白俄羅斯戰鬥機的干擾下被迫轉移方向。
航機在降落明斯克後7小時被批准離開，並在延誤8小時30分鐘後，在晚上9時30分抵達原訂目的地維爾紐斯。至少兩名在雅典登上飛機的乘客在飛機抵達維爾紐斯時不在航機上。

## 航機
涉事航機為營運了4年的波音737-8AS客機，於波蘭註冊，航空器註冊編號SP-RSM。航機由兩個CFM 56-7B26E渦輪扇發動機發動。於2017年5月投入瑞安航空服務，於愛爾蘭註冊編號EI-FZX，在2019年11月加入瑞安陽光航空，於波蘭註冊編號SP-RSM。

## 各界反應

### 白俄羅斯當局
5月24日，白俄罗斯当局表示班機迫降是來自於巴勒斯坦哈马斯的炸弹威胁。但哈马斯发言人巴尔胡姆（Farzi Barhoum）否認白俄羅斯的指控。德国总理默克尔表示白俄當局的描述 “完全不可信”。
5月24日，白俄罗斯国家电视频道播放了一段普罗塔塞维奇被捕後的视频，普罗塔塞维奇在視頻中承認自己在2020年组织明斯克的大规模抗议活动，表示正在配合白俄羅斯的官员调查。
5月25日，路透社報道，白俄羅斯官方釋出一段由明斯克航空交通管制員與瑞安航空機長的對話，並表示航機並非被迫降，而是機長主動要求轉飛明斯克。
5月28日，白俄罗斯总统卢卡申科訪問俄羅斯並与俄罗斯总统普京会谈。普京支持白俄當局，並表示欧洲国家对瑞安航空4978號班機事件的反应屬於“情绪宣泄”，它們對玻利維亞總統專機迫降事件卻沒任何異議。

### 國際組織
- 北约秘書長延斯·斯托尔滕贝格形容被迫降落為「嚴重、危險的事件，需要國際調查」，要求當局讓機組人員和乘客安全返回。[31]
- 国际民用航空组织（ICAO）對此航空「明顯被迫降」表示關注，其在Twitter指事件可能違反芝加哥公约。[32]
- 无国界记者呼籲國際制裁「背信棄義的國家」。[33]

#### 歐盟
- 5月24日，欧盟宣佈禁止白俄羅斯的航空公司使用27个欧盟成员国的领空和机场[34]，並且禁止歐盟成員國的航班飛經白俄羅斯上空。[35]措施於6月4日午夜生效[36]。6月21日，欧盟宣布对86名白俄罗斯个人与企业实施旅行禁令和资产冻结[37]。
- 歐盟高級外務代表何塞·博雷利·丰特列斯指「所有乘客必須立即能夠繼續他們的旅程」。[38]
- 歐盟委員會主席乌尔苏拉·冯德莱恩形容事件為「完全不能接受」，指「任何違反國際航空規例的行為都要承擔後果」。[17]
- 歐洲理事會主席夏尔·米歇尔對事件表示關注，並呼籲釋放所有乘客。[39]

### 國家
- 立陶宛總統吉塔納斯·瑙塞達指控白俄羅斯當局作出「可惡的行為」。[40]他又尋求北大西洋公约组织和欧洲联盟的盟友回應白俄羅斯政權對國際民航客機的潛在威脅，指國際社會必須立即回應，令類似事件不再發生。[41]此外，立陶宛總理因格麗達·希莫尼特在维尔纽斯机场內的記者會上指已開始就強迫失蹤和劫機展開調查。[42]
- 希腊總理基里亞科斯·米佐塔基斯形容迫降飛機為「令人震驚的舉動」，認為必須加強白俄羅斯的政治壓力。[43]希臘外交部長尼科斯·丹迪亚斯形容事件為「國家劫持」。[6]
- 拉脫維亞外交部長埃德加斯·林克維奇斯形容事件「違反國際法」，指反應應該要「強而有效」。[40]
- 波蘭總理馬特烏什·莫拉維茨基形容事件為「不能逍遙、前所未有的國家恐怖主義行為」。[40]
- 比利时副首相兼外交大臣蘇菲·威爾梅斯指被迫降落「不能接受」，表示關注。[44]
- 德国外交部国务秘书米格爾·伯杰要求白俄羅斯當局「立即解釋」。[45]
- 英国外交大臣指「盧卡申科這奇怪的舉動會產生嚴重的影響」。[46]
- 法國外交部長讓-伊夫·勒德里昂宣告指「白俄羅斯當局劫持瑞安航空的行為不能接受」。[47]
- 美国国务卿安東尼·布林肯譴責被轉移降落地點和拘捕普拉塔瑟維奇的行為，形容其為「殘酷和令人震驚的行為」，呼籲國際進行調查。[48]美国总统乔·拜登表示白俄羅斯當局的行為令人憤慨，並支持歐盟制裁白俄羅斯[28]。6月3日，美國重啟制裁9家白俄罗斯国有企业[49]。6月29日，美国运输部宣布禁止在美国和白俄罗斯之间销售客运航班机票[50]。
- 瑞典外交大臣安·林德表示關注，形容行為令人髮指，譴責白俄羅斯當局的行動。[51]
- 斯洛伐克總統苏珊娜·查普托娃指「所有違反國際法的行為都必須承擔後果」，呼籲進行調查。[52]
- 俄羅斯 5月27日，俄罗斯总理米舒斯京訪問白俄羅斯時表示，俄方反对外界对白俄罗斯实施单边制裁和强制行为[53]。
- 乌克兰於5月29日起对白俄罗斯飞机关闭领空[54]。

### 航空公司
- 爱尔兰瑞安航空麥可·歐黎瑞指事件為「國家資助的劫機」。[11]
- 拉脫維亞波羅的海航空5月24日宣布，旗下的飛機將繞飛白俄羅斯領空，並已經安排從拉脫維亞首都里加前往烏克蘭敖德薩和格魯吉亞首都第比利斯的航班繞飛。
- 俄羅斯烏塔航空在執飛俄羅斯首都莫斯科到加里寧格勒的航線時，選擇繞飛白俄羅斯領空。
- 匈牙利維茲航空決定執行繞飛白俄羅斯領空的做法。
- 荷蘭皇家航空、 英国航空和 法國航空均在此事件發生後，決定暫時繞開白俄羅斯領空執行其民航航線。[55]
- 新加坡航空于5月25日宣布，暂停飞越白俄罗斯领空。

## 法律诉讼
2022年1月20日，美国司法部发布起诉书，提控4名白俄罗斯政府官员合谋使用虚假炸弹声名威胁瑞安客运改变航道，以逮捕白俄罗斯持不同政见者，触犯劫机罪名，将致力联同国际伙伴追捕犯人。4人分别是白罗斯公民的Leonid Mikalaevich Churo、Oleg Kazyuchits、Andrey Anatolievich Lnu和Fnu Lnu。美国纽约检察官达米安威廉姆斯（Damian Williams ）表示，4名被告将飞机改道以进一步压制异议和言论自由的不当目的，不仅违反了国际规范和美国刑法，还可能危及飞机上4名美国公民和其他数十名乘客的生命。美国联邦调查局（FBI）纽约外地办事处助理主任迈克尔·J·德里斯科尔 (Michael J. Driscoll) 表示，鉴于包括美国在内的许多国家的乘客都面临恐怖威胁的现实，劫机行为所发生的事情不仅违反了美国法律，而且对乘坐飞机的每个人的安全都极为危险，这些行为直接威胁到美国公民的生命并危及国家安全的稳定。起诉书只是一项指控，直到在法庭上排除合理怀疑并证明有罪之前，所有被告都被假定为无罪。